# Neuheuen
Neuheuen is een bestuurslaag in het regentschap Bireuen van de provincie Atjeh, Indonesië. Neuheuen telt 775 inwoners (volkstelling 2010).